# Liste der Monuments historiques in Triel-sur-Seine
Die Liste der Monuments historiques in Triel-sur-Seine führt die Monuments historiques in der französischen Gemeinde Triel-sur-Seine auf.

## Liste der Bauwerke
| Bezeichnung      | Beschreibung | Standort                      | Kennzeichnung | Schutzstatus | Datum | Bild           |
| ---------------- | ------------ | ----------------------------- | ------------- | ------------ | ----- | -------------- |
| Kirche St-Martin |              | (Lage)                        | PA00087659    | Classé       | 1862  | weitere Bilder |
| Kapelle Ste-Anne |              | 53, rue Charles Dupuis (Lage) | PA78000034    | Inscrit      | 2013  |                |

## Liste der Objekte

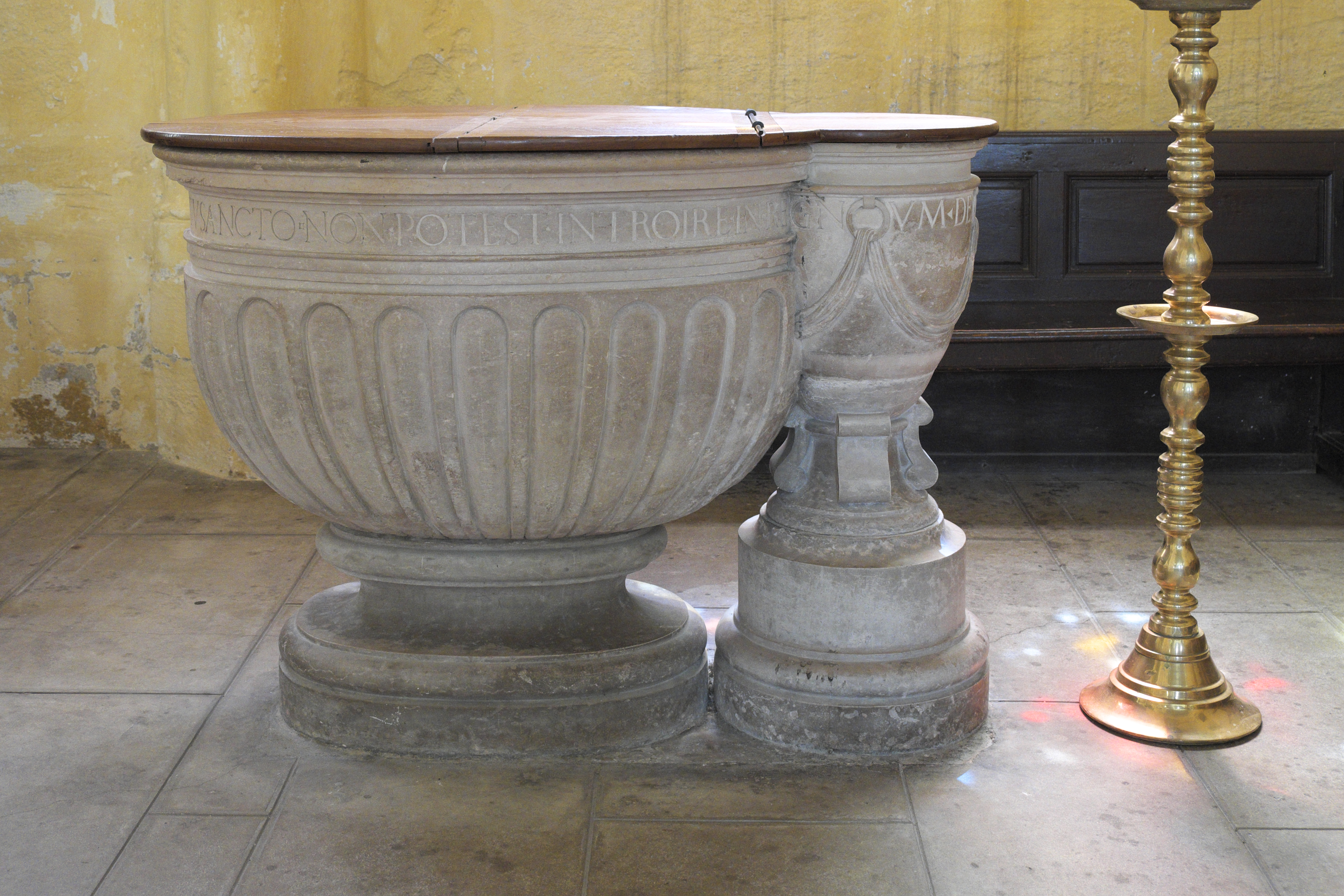
Taufbecken in Triel-sur-Seine

- Monuments historiques (Objekte) in Triel-sur-Seine in der Base Palissy des französischen Kultusministeriums

Siehe auch: Taufbecken (Triel-sur-Seine)